# Arma de fuego subacuática

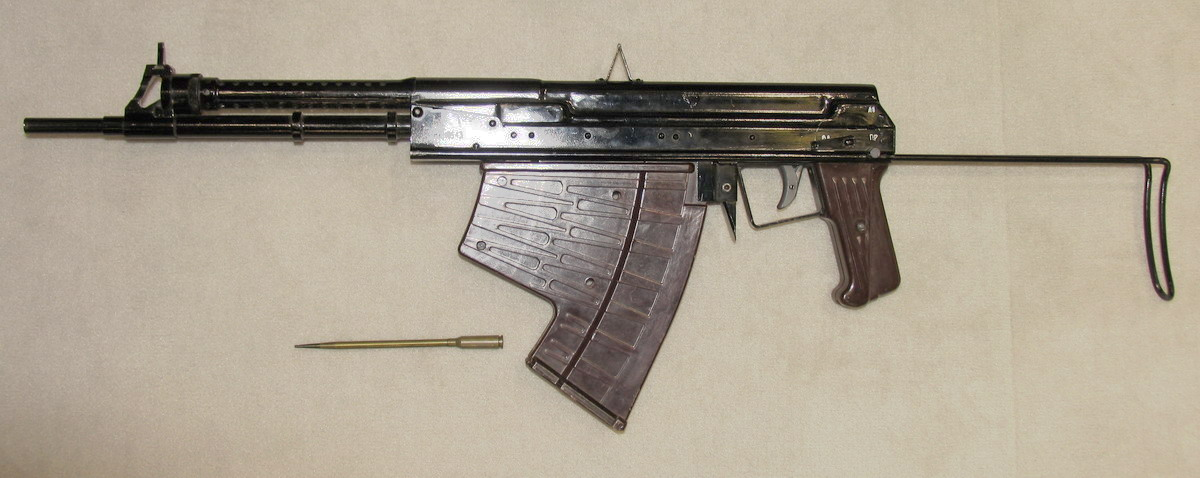
Fusil de asalto subacuático APS.

Un arma de fuego subacuática es un arma de fuego especialmente diseñada para emplearse bajo el agua y hacen parte de las técnicas contra hombres rana. Este tipo de armas figuran en los arsenales de varios países.

## Historia
Las armas de fuego subacuáticas fueron desarrolladas en la década de 1960 durante la Guerra Fría, para armar a los buzos militares. 

## Diseño
Debido a que la munición estándar no funciona bien bajo el agua, una característica común de las armas de fuego subacuáticas es que disparan dardos de acero en lugar de balas estándar.
Los cañones de las pistolas subacuáticas usualmente tienen ánima lisa. El proyectil disparado mantiene su trayectoria balística subacuática debido a efectos hidrodinámicos. Al no tener ánima estriada, este tipo de armas son relativamente imprecisas al ser disparadas en tierra. Aunque los fusiles subacuáticos son más potentes y precisos al ser empleados en tierra, las pistolas subacuáticas son más sencillas de manipular bajo el agua.
Entre los muchos retos de ingeniería al diseñar armas de fuego subacuáticas está el desarrollar un arma que sea efectiva tanto bajo el agua como en tierra. El fusil anfibio ASM-DT es un primigenio ejemplo de este tipo de arma. Empleado por primera vez por los Spetsnaz en 2000, el fusil anfibio ASM-DT con culata plegable puede disparar dos tipos de cartuchos, ambos de 5,45 mm:
1. Cartucho 5,45 x 39 (variante de penetración mejorada 7N6) para emplearse en tierra; y
2. Cartucho 5,45 x 39 (variante MGTS) para emplearse bajo el agua. Su proyectil es un dardo de acero con una longitud de 120 mm.[1]

## Munición supercavitante
La compañía noruega Defense & Security Group (DSG) ha desarrollado recientemente munición supercavitante que funciona mejor bajo el agua. La serie de cartuchos de fusil supercavitantes Multi-Environment Ammunition (MEA), desarrollados y publicitados por DSG, se prevé que será útil para ciertas operaciones especiales, inclusive lucha subacuática. Estas incluyen aplicaciones defensivas, como protección de buzos, así como aplicaciones ofensivas tales como la eliminación de buzos enemigos, rescate de rehenes en altamar, intercepción marítima, abordaje de plataformas petroleras, intercepción y destrucción de lanchas, guerra antisubmarina, operaciones antitorpedo y antipiratería.
Las características balísticas de los cartuchos de la serie MEA le permiten al usuario disparar a un blanco subacuático desde la superficie, a un blanco fuera del agua estando debajo de ésta y a otro blanco subacuático. Estos novedosos cartuchos permiten al usuario disparar al agua desde la superficie con un ángulo de incidencia muy bajo - en algunos casos de 2 grados - sin riesgo de que la bala rebote. Tras entrar en el agua, la bala seguirá su trayectoria original. Sin embargo, el usuario necesitará ajustar la puntería debido al índice de refracción del agua (apenas 1,333 para agua dulce a 20 °C).
La serie de cartuchos supercavitantes MEA está disponible en los siguientes calibres:
- 5,56 × 45 mm OTAN (con un alcance preciso de 15 m bajo el agua)
- 7,62 × 51 mm OTAN (con un alcance preciso de 25 m bajo el agua)
  - Propósito General
  - Núcleo Doble
  - Antiblindaje
- 12,7 × 99 OTAN (con un alcance preciso de 60 m bajo el agua)
  - Super Sniper Tactical
  - Núcleo Doble

Las singulares capacidades subacuáticas de los cartuchos supercavitantes de la serie MEA les permiten ser empleados a bordo de submarinos a control remoto. Los submarinos a control remoto armados pueden ser empleados en operaciones defensivas y ofensivas de guerra submarina. Empleando el cartucho supercavitante de 12,7 mm, un submarino a control remoto armado puede destruir objetos subacuáticos con casco de acero desde una distancia de 60 m, o puede impactar un blanco a 1000 m en el aire, desde una profundidad de 5 m.

## Ejemplos

### Alemania
- Heckler & Koch P11

### Unión Soviética/Rusia
- Fusil anfibio ADS
- Fusil de asalto subacuático APS
- Fusil anfibio ASM-DT
- Pistola subacuática SPP-1

### Estados Unidos
- Revólver subacuático AAI
- Pistola defensiva subacuática Mk 1
- El Lancejet (una variante subacuática del Gyrojet fabricada por MB Associates) fue tomado en cuenta para su empleo por las Fuerzas Armadas estadounidenses, pero fue retirado del concurso debido a su imprecisión en las pruebas de campo.[3]